# Нова Весь (Лещинський повіт)
Нова Весь (пол. Nowa Wieś, нім. Neuguth) — село в Польщі, у гміні Ридзина Лещинського повіту Великопольського воєводства.
Населення — 421 особа (2011).
У 1975-1998 роках село належало до Лешненського воєводства.

## Демографія
Демографічна структура станом на 31 березня 2011 року:
|          | Загалом | Допрацездатний вік | Працездатний вік | Постпрацездатний вік |
| -------- | ------- | ------------------ | ---------------- | -------------------- |
| Чоловіки | 214     | 51                 | 146              | 17                   |
| Жінки    | 207     | 51                 | 117              | 39                   |
| Разом    | 421     | 102                | 263              | 56                   |